# (32094) 2000 KX32
2000 KX32 (asteroide 32094) é um asteroide da cintura principal. Possui uma excentricidade de 0.24068430 e uma inclinação de 0.87776º.
Este asteroide foi descoberto no dia 28 de maio de 2000 por LINEAR em Socorro.